# Wang Four Stars
Het Wang Four Stars toernooi was een golftoernooi dat elf keer in twaalf jaren werd gespeeld. Het toernooi maakte deel uit van de Europese PGA Tour.
Het toernooi werd in 1980 gelanceerd als de Bob Hope British Classic, latere namen werden nog langer en niet erg veel gebruikt totdat in 1989 de gemakkelijke naam Wang Four Stara kwam,
In 1991 was het prijzengeld  £ 252,370 wat beneden het gemiddelde niveau van de Tour was.

## Winnaars
| Jaar                                              | Club                       | Golfer                   | Score                    | Score                    |
| Bob Hope British Classic                          | Bob Hope British Classic   | Bob Hope British Classic | Bob Hope British Classic | Bob Hope British Classic |
| ------------------------------------------------- | -------------------------- | ------------------------ | ------------------------ | ------------------------ |
| 1980                                              | R.A.C. Golf & Country Club | José Maria Cañizares     | 269                      | -19                      |
| 1981                                              | Moor Park                  | Bernhard Langer          | 200                      | -13                      |
| 1982                                              | Moor Park                  | Gordon Brand Jr.         | 272                      | -16                      |
| 1983                                              | Moor Park                  | José Maria Cañizares     | 269                      | -19                      |
| Four Stars National Pro-Celebrity                 |                            |                          |                          |                          |
| 1985                                              | Moor Park                  | Ken Brown                | 277                      | -7                       |
| London Standard Four Stars National Pro-Celebrity |                            |                          |                          |                          |
| 1986                                              | Moor Park                  | Antonio Garrido          | 276                      | -13                      |
| 1987                                              | Moor Park                  | Mark McNulty             | 273                      | -15                      |
| Wang Four Stars National Pro-Celebrity            |                            |                          |                          |                          |
| 1988                                              | Moor Park                  | Rodger Davis             | 275                      | -13                      |
| Wang Four Stars                                   |                            |                          |                          |                          |
| 1989                                              | Moor Park                  | Craig Parry po           | 273                      | -15                      |
| 1990                                              | Moor Park                  | Rodger Davis po          | 271                      | -17                      |
| European Pro-Celebrety                            |                            |                          |                          |                          |
| 1991                                              | Royal Liverpool Golf Club  | Paul Broadhurst          | 272                      | -16                      |

po 1987: Mark McNulty versloeg Sam Torrance in de play-off. 

po 1989: Craig Parry versloeg Ian Woosnam in de play-off. 

po 1990: Rodger Davies versloeg Mike Clayton, Bill Malley en Mark McNulty in de play-off.